# Try Seventeen
Try Seventeen no Canadá (no Brasil: "Era Tudo Que eu Queria") e popularmente conhecido nos Estados Unidos como "All I Want", é um filme canadense de romance de 2002, estrelado por Elijad Wood, Mandy Moore e Franka Potente.
Co-produção americana, que não chegou a ser exibido comercialmente nos cinemas e limitou-se a festivais, dentre os mais importantes, o "Toronto Film Festival". Este é o segundo filme em que Elizabeth Perkins interpreta a mãe de Elijah Wood, sendo o primeiro Avalon de 1990.

## Sinopse
Jones Dillon (Elijad Wood) é um jovem de 17 anos que desiste da faculdade logo no primeiro dia de aula e se muda para um prédio com vizinhos que irão mudar sua vida. Envolvido no drama que é viver sem um pai e descobrir a vida em plena adolescência, Dillon irá aprender o que realmente é a vida.

## Elenco
- Elijah Wood (Dillon Jones)
- Mandy Moore (Lisa)
- Franka Potente (Jane)
- Chris Martin (Steve)
- Elizabeth Perkins (Blanche)
- Deborah Harry (Ma)
- Chris William Martin (Steve)
- Aaron Pearl (Brad)